# Almunisna quadratosa
Almunisna quadratosa är en insektsart som beskrevs av Huang och Zhang 2007. Almunisna quadratosa ingår i släktet Almunisna och familjen dvärgstritar. Inga underarter finns listade i Catalogue of Life.